# Смит, Джонован
Джонован Дариус Смит (исп. Jonovan Darius Smith; 19 февраля 2001) — пуэрториканский борец вольного стиля.

## Карьера
В сентябре 2023 года на чемпионате мира в Белграде в 1/8 финала уступил иранцу Амиру Заре, так как он дошёл до финала, получил право на утешительные схватки, в первой из которых проиграл Денису Хроменкову из Белоруссии. 24 февраля 2024 года в мексиканском Акапулько дошёл до финала Панамериканского чемпионата, в котором уступил американцу Мэйсону Пэррису, став серебряным призёром. 1 марта 2024 году на Панамериканском олимпийском квалификационном турнире, проходившем в том же Акапулько, он завоевал для Пуэрто-Рико лицензию на Олимпийские игры, которые пройдут в Париже.

## Личная жизнь
Учился в средней школе Бирмингема и колледжа Серритос в Норуолке (штат Калифорния).